# オリガ・パーレイ

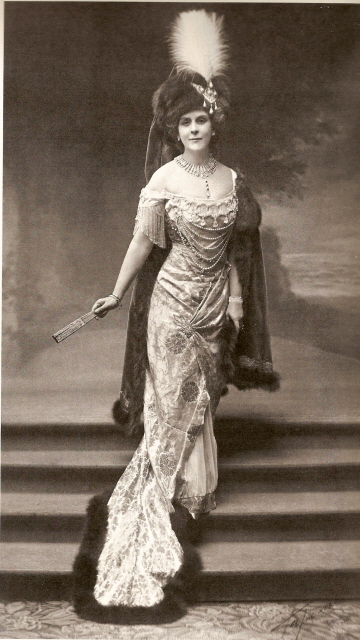
盛装のパーレイ公爵夫人オリガ、1890年代

オリガ・ヴァレリアノヴナ・パーレイ（Княгиня Ольга Валериановна Палей, 1865年12月2日 サンクトペテルブルク - 1929年11月2日 パリ）は、帝政ロシア末期の貴族女性。同国の皇族パーヴェル・アレクサンドロヴィチ大公の2番目の、そして貴賤婚の妻。

## 生涯
国家資産省総務局長代理で、国家評議会議員、宮廷侍従の肩書をもつ官僚ヴァレリアン・ガヴリロヴィチ・カルノヴィチ（1833年 - 1891年）と、その妻オリガ・ヴァシーリエヴナ・メザロス（1830年 - 1919年）の間の娘で、生家のカルノヴィチ家は17世紀にロシアに移住したハンガリー＝ドイツ系の家柄である。4人の兄がおり、うち最も若いセルゲイ（1853年 - 1918年）は、1916年にオリガがヤロスラヴリの貴族会議の合意のもと、皇帝の布告により生得の貴族身分を認められた際も存命していて、妹と一緒に貴族身分を認められている。また姉のゴロヴィン夫人リューボフ（1855年生）は作家フョードル・ドストエフスキーの親しい友人の1人だった。
1884年リガにおいて、騎兵将校で後に陸軍少将まで昇るエーリク＝ゲルガルド・アヴグストヴィチ・フォン・ピストリコルスと結婚。間に4子をもうける。
- アレクサンドル・エーリコヴィチ・フォン・ピストリコルス（1885年 - 1944年） - 1908年アレクサンドラ・タネーエヴァ（英語版）と結婚
- オリガ・エーリコヴナ・フォン・ピストリコルス（1886年 - 1887年）
- オリガ・エーリコヴナ・フォン・ピストリコルス（1888年 - 1963年） - 1906年アレクサンドル・クレイツ伯爵と結婚、1922年セルゲイ・クダーシェフ公爵と再婚
- マリアンナ・エーリコヴナ・フォン・ピストリコルス（英語版）（1890年 - 1976年） - 1908年ピョートル・ドゥルノヴォと結婚、1912年クリストフ・フォン・デルフェルデンと再婚、1917年ニコライ・フォン・ツァルネカウ伯爵と三婚

1891年、オリガが夫のいる身で男やもめのパーヴェル大公と関係し始めたことは、サンクトペテルブルクの上流社交界でスキャンダルとして扱われた。ロマノフ家一族及びロシア宮廷はオリガを「ふしだら」な平民女だとこき下ろした。冬宮殿で開かれた舞踏会で、パーヴェルが亡き母マリア・アレクサンドロヴナ前皇后から譲られたダイヤモンドを愛人オリガに身に付けさせて出席したところ、帝室の宝飾品を身に付けている彼女を見て憤慨した皇后マリア・フョードロヴナが、侍従に命じてオリガを舞踏会場から退去させるという事件も起きた。パーヴェルの兄の1人ウラジーミル・アレクサンドロヴィチ大公も、「もしあの女が弟の妻になるなどすれば、死ぬまであの女とは顔を合わせない」と非難した。

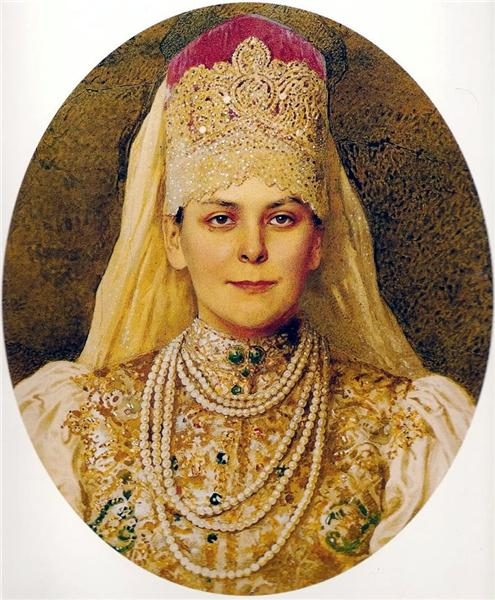
ロシアの伝統衣装を着たパーレイ公爵夫人の肖像画

パーヴェルは甥の皇帝ニコライ2世にオリガとの再婚の許可を願い出たが、却下された。オリガはピストリコルスと結婚したまま、1897年大公との間の男児を産んだ。オリガの離婚が成立した1901年、パーヴェルは300万ルーブルの生活資金を携え、彼女を連れて駆け落ちし、1902年10月10日リヴォルノでオリガと身分違いの結婚をして、パリに落ち着いた。皇帝ニコライ2世はパーヴェルが禁令を破ったことに怒り、「そのうち皇族たちがみんなパリに逃げて、素性の卑しい妻たちと一緒に住む居留地を作ることになりそうだ」と嘆いている。1904年10月29日付で、バイエルン王国の摂政宮ルイトポルト王子がオリガにホーエンフェルゼン伯爵夫人（Gräfin von Hohenfelsen）の爵位を授与した。オリガは姪のマリア・エヴゲニエヴナ・ゴロヴィナが心酔する行者グリゴリー・ラスプーチンに働きかけて、1915年7月23日付で、皇帝ニコライ2世から自身及び大公との間の3人の子どもたちにパーレイ公爵（夫人）の爵位を授与された。
- ウラジーミル・パヴロヴィチ・パーレイ （1897年 - 1918年） - 詩人
- イリナ・パヴロヴナ・パーレイ （1903年 - 1990年） - 画家、1923年元皇族フョードル・アレクサンドロヴィチ公と結婚、1950年ユベール・ド・モンブリゾン伯爵と再婚
- ナターリヤ・パヴロヴナ・パーレイ（1905年 - 1981年） - ファッションモデル・女優

オリガは自分の息子が皇族と認められないことから、パーヴェルの前妻との嫡出子で継子にあたるドミトリー・パヴロヴィチ大公に強い嫉妬心を抱き、パーヴェルとドミトリー父子の仲を裂こうと画策した。1916年10月には、パーヴェルが訪ねてきたドミトリーのためにワインセラーの高級ワインを1本空けたことにさえ、腹を立てている。しかし同年末に起きたラスプーチン暗殺事件の際、オリガはウラジーミル宮殿に集まってドミトリー救済のための嘆願を行った帝室縁者の1人であり、自ら皇帝に宛てた嘆願書を執筆した。

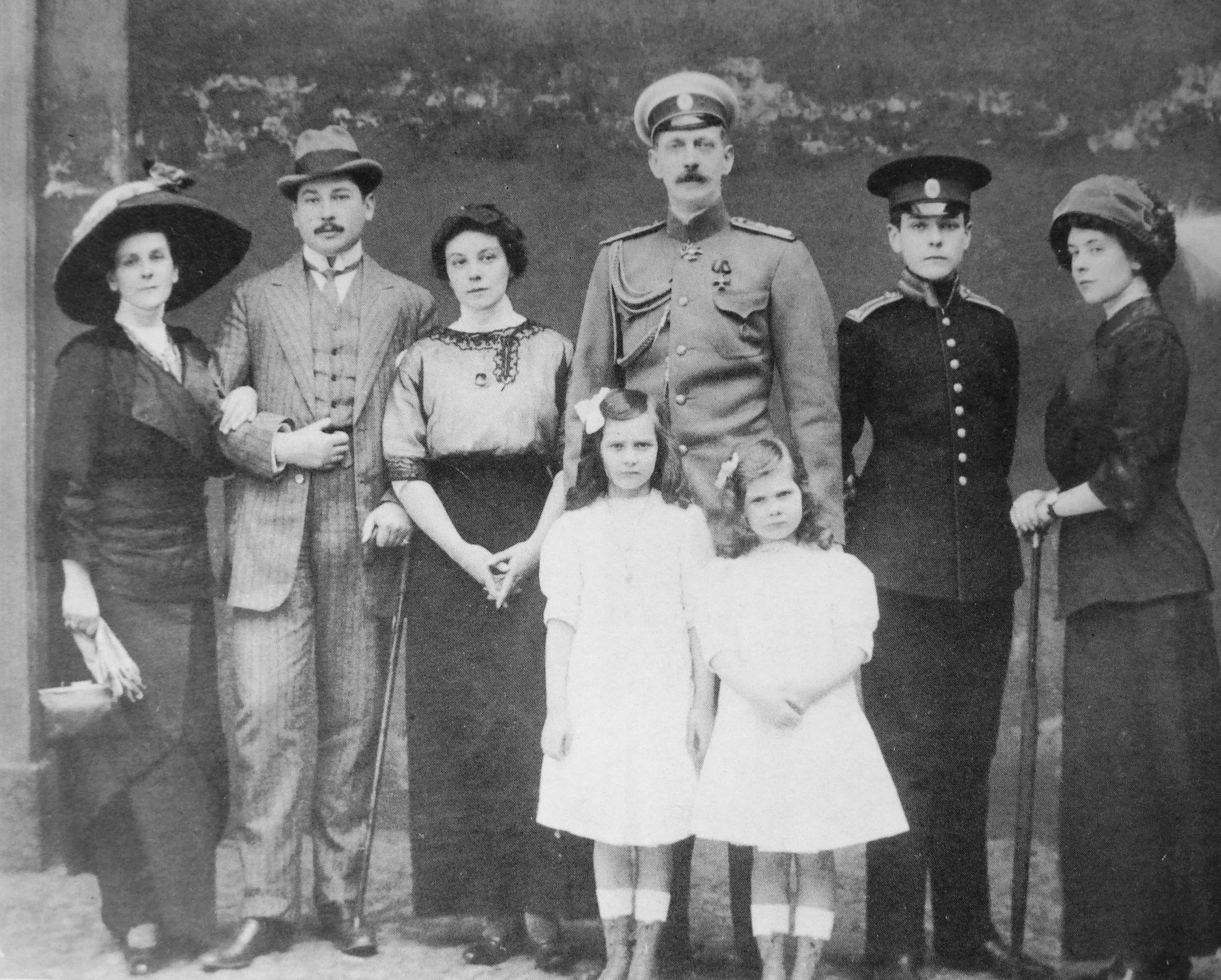
パーレイ公爵夫人オリガの家族。後列左から、オリガ本人、アレクサンドル・フォン・ピストリコルス、オリガ・フォン・ピストリコルス、パーヴェル大公、ウラジーミル・パーレイ、マリアンナ・フォン・ピストリコルス。前列はイリナとナターリヤのパーレイ姉妹。1911年頃撮影

ドミトリーの同母姉マリア・パヴロヴナ大公女は、1907年に初めて会った継母オリガについて、次のように描写している：
とにかく美しい人でした。知的な顔立ちで、顔の造作は独特でしたが、肌が透き通るように白く…父［パーヴェル］が紹介してくれました。伯爵夫人［オリガ、当時ホーエンフェルゼン伯爵夫人］は伯母［エリザヴェータ・フョードロヴナ大公妃、マリアとドミトリーの養母］に深いカーテシーをとり、その後私の方を向きました。お互いとても気まずい感じになりました。私はどう挨拶をしたらよいか分からなかったのです。結局、私はおずおずと頬を差し出す動きをしました。
ロシア革命で息子ウラジーミル（アラパエフスクの殉教）と夫パーヴェルをボリシェヴィキに殺害された後、1920年に2人の娘を連れてフィンランド経由で出国し、パリに落ち着いた。死の前年の1928年、オリガはロンドンで民事訴訟を起こし、ロマノフ一族から没収した動産や美術品をソヴィエト政権から買い取った美術商ヘンリー・ヴァイス（Henry Weisz）を相手に、財産の返還を求めた。これは「パーレイ公爵夫人対ヴァイス（Princess Paley Olga v Weisz）事件」として知られ、英国高等法院まで争われたが、ある国の主権によってその国の領域内で行われた行為の合法性を、他国の司法が審査することはできないとする、国際法上の国家行為理論が適用され、オリガの敗訴が確定した。この事件は現在に至るまで同種の裁判の判例として引用されている。